# Ранатра звичайна
Ранатра звичайна (Ranatra linearis) — клоп родини водяні скорпіони. Прісноводна комаха, що має довге струнке тіло та довгі ноги, й разом з буро-зеленим забарвленням нагадує паличку, звідки походить інша назва «водяний паличник» (не має стосунку до справжніх паличників). Хижий клоп, передні ноги хапальні, дозволяють ловити дрібних прісноводних тварин.

## Опис

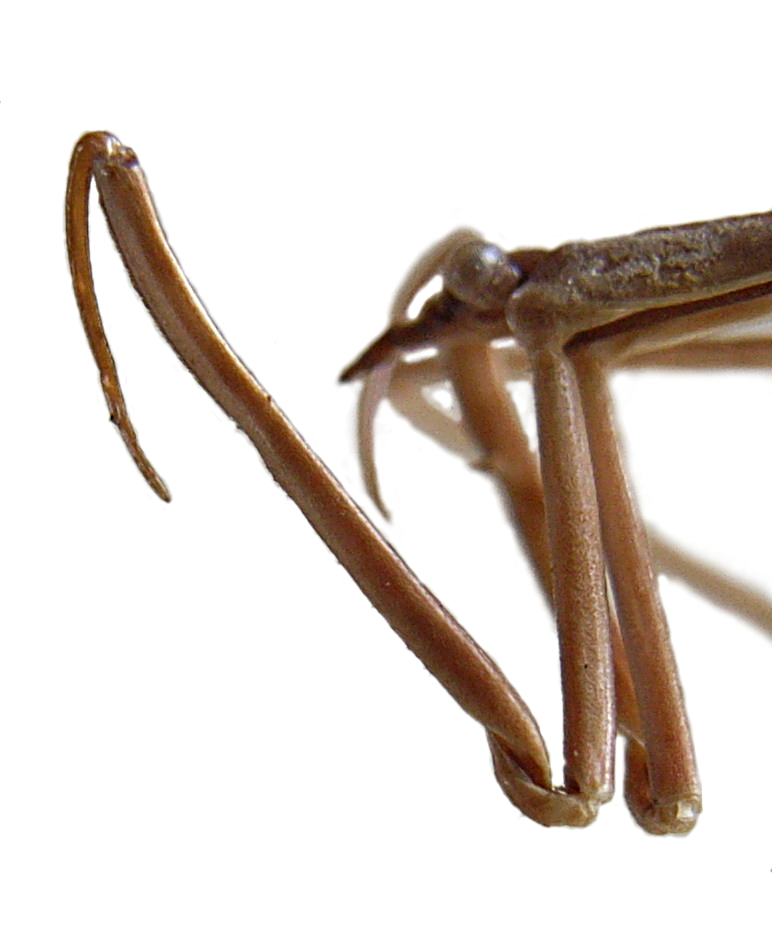
Передні хапальні ноги ранатри та голова з хоботком

Тіло довге, 3-3,5 см, вузьке, майже циліндричне, ноги довгі. Ранатра забарвлена в жовтувато-сірі тони, але за рахунок обростання водоростями може виглядати зеленуватою. Антени короткі, складаються з 3 члеників. Ротовий апарат у вигляді 3-членикового хоботка. Передньогруди видовжені. Передні ноги хапальні, з довгими тазиками, майже тієї ж довжини, що й стегна. Крила розвинені. Верхня поверхня черевця червонувата. На кінці черевця знаходяться 2 довгі дихальні трубки, такої ж довжини, що й тіло. У маленьких ранатр, до речі, теж є такі трубочки. Коли самка відкладає яйця, вона вмуровує їх у водяні рослини. Одна частина яйця занурена у воду, а з іншої стирчать дві трубочки, через які зародки дихають.

## Спосіб життя
Ранатра звичайна є хижаком на всіх етапах розвитку після виходу з яйця. Полює з засідки на дрібних тварин, що пропливають повз. Личинки першого віку полюють на дрібних ракоподібних: дафній, циклопів, водяних осликів тощо. Більші личинки та імаго споживають більших водяних комах. Ранатри будь-якого віку ловлять личинок комарів, при чому відмічено здатність зловити послідовно двох личинок, одну з яких комахе ссе, а іншу затискає в передній кінцівці. В лабораторних умовах показано, що імаго ранатри за добу здатне з'їсти до 89 личинок комарів родини Culicidae. Дорослі особини можуть поїдати водяних жуків розміром 0,5-1,7 см.

## Поширення
Розвопсюджена в Європі, Туреччині, на Кавказі, Середній Азії, в південному та Західному Сибіру, в Алжирі та Марокко.

## Значення для людини
Іноді вважається хижаком та харчовим конкурентом мальків риб у риборозводних господарствах, але за іншими даними шкода ранатри незначна.